# 格里夫頓 (北卡羅萊納州)
格里夫頓（英語：Grifton）是一個位於美國北卡羅萊納州勒諾縣及皮特縣的城鎮。

## 人口
根據2020年美國人口普查的數據，格里夫頓的面積為6.95平方千米，皆為陸地。當地共有人口2448人，而人口密度為每平方千米352人。